# السرير (المضاربة والعارة)

تعديل مصدري - تعديل

السرير هي إحدى قرى عزلة المضاربة بمديرية المضاربة والعارة التابعة لمحافظة لحج، بلغ تعداد سكانها 210 نسمة حسب تعداد اليمن لعام 2004.